# Carl Møller (forfatter)
 Der er flere personer med dette navn, se Carl Møller.
Carl Emanuel Møller (født 3. april 1844 i København, død 3. maj 1898 sammesteds) var en dansk humoristisk forfatter og dramatiker.
Carl Møller var søn af klædehandler Carl Adolph Møller og Maren Birgithe født Schmidt. 1863 blev han student fra det von Westenske Institut og tog året efter filosofikum, begyndte at studere jura, men opgav det efter et par års Forløb. "Min Ungdom tilbragte jeg i Studenterforeningen", siger han selv i sin morsomme bog Fra Studenterdagene (1895), og denne spøgende udtalelse kan næsten tages bogstavelig, for så vidt som han i en lang række af år sjældent eller aldrig har manglet ved nogen af foreningens fester og bestandig har været en af dens populæreste skikkelser. "Hvad han har været for Studenterforeningen og Sangforeningen som Sanger, Skuespiller, Visedigter, Skuespilforfatter og navnlig som oplivende Element paa Turene og ved Soldene, hvor hans groteske Lune kunde holde alle Tilhørerne i Aande, lader sig ikke helt udmale", skriver Axel Sørensen i sin bog om studentersangforeningen og tilføjer den også for Møllers forfattervirksomhed karakteristiske bemærkning, at "hans Vittigheder altid have haft den smukke Egenskab at være elskværdige, harmfri og uden Bitterhed".
Det var da også som studenterforeningsforfatter, Møller debuterede. Allerede i sin skoletid havde han skrevet nogle småting til ugebladet Sværmere, som student var han selvskreven medarbejder af alle festprogrammer og karnevalsaviser, og 1869 opførtes ved en studenterforestilling hans første dramatiske arbejde, farcen Naar Katten er ude --. 1870 fremkom, ligeledes som studenterkomedie, De forlovede, en ustyrlig morsom treaktsfarce, der senere gik over til Folketeatrets faste repertoire og på denne scene har oplevet et imponerende stort antal opførelser. Flere andre studenterkomedier fulgte efter -- bl.a. Paa Kontoret, 1870, parodioperetten En Søndag paa Alperne, 1877 (sammen med Villiam Faber) --, og som bearbejder af lystspil og operetter har han været så flittig, at tallet på hans dramatiske arbejder, originale og oversatte, nærmer sig 50; men efterhånden kastede han sig dog mere og mere over prosafortællingen.
I tidsskriftet Nær og fjærn fremkom den første række af de nu så bekendte Mørupperne (efterhånden udgivet i 3 bind 1885, 1888 og 1894), billeder af den tids moderne københavnsk spidsborgerliv, som i lige grad udmærkede sig ved skarp iagttagelse, lune og elskværdighed.
Det var imidlertid først ved den store fortælling Paa Farten (1884; 5. oplag 1894), at han rigtig slog igennem og blev en af vore allermest læste forfattere. I det næste store arbejde, Ny paa Egnen (1887), vendte han sig til landet og viste, at han, skønt københavner par excellence, havde evne til at opfatte og skildre landligt stilleben med samme sikkerhed som hovedstadslivet, og i sine talrige senere bøger har han nogenlunde ligelig delt sig mellem by og land: Turistkompagniet (1889), Der er Forskjel (1890), Fra Rosen vænget til Amager (1896) foregår således i København, Brejnholm Badehotel (1888), Hotel Dania (1891), Navnefættere (1893) og Efter levende Model (1895) uden for København.
Mindre fortællinger har han samlet i Indenbys og udenbys (1885), Familieliv (1886) og Vore Husdyr (1893), erindringer fra sine udenlandsrejser i Nordtyskland (1890) og Paris og Rhinturen (1892).
Han er begravet på Assistens Kirkegård.